# Joana Maria Roque Company
Joana Maria Roque Company (Palma, 1952 - Palma, 24 de juliol de 2017) fou una periodista mallorquina.
Va treballar al Diario de Mallorca i va ser corresponsal de La Vanguardia a les Illes Balears. A més, Roque va fundar la primera emissora pública municipal de Mallorca, Ràdio Calvià.
Llicenciada en Ciències de la informació per la Universitat Autònoma de Barcelona, Roque va formar part de la primera generació de redactors dels mitjans de les Illes amb una llicenciatura específica per al seu àmbit de treball.
En la seva última etapa professional, va exercir com a responsable de publicacions de l'Ajuntament de Calvià i en va dirigir la revista Entorn.
Roque també va fer carrera en el món de l'escriptura, amb diversos temes de literatura històricaː La segona República a Mallorca i Crónicas de la historia de Mallorca. Va resseguir la depuració de mestres republicanes a les Balears i publicà la seva investigació periodística a la revista Pissarra. També és autora del manual didàctic Cómo leer la prensa escrita, que va escriure juntament amb Tomeu Rotger.
Va signar obres biogràfiques i de memòria contemporània com ara Nadal Batle, les notes d'un rector, la història de la Caixa a les Illes Balears, que va escriure juntament amb el seu marit Andreu Manresa, director general d'IB3. També va coordinar les memòries de l'empresari Vicente Rotger Buils.